# Laurel Mountain
Laurel Mountain é um distrito localizado no estado norte-americano de Pensilvânia, no Condado de Westmoreland.

## Demografia
Segundo o censo norte-americano de 2000, a sua população era de 185 habitantes.
Em 2006, foi estimada uma população de 174, um decréscimo de 11 (-5.9%).

## Geografia
De acordo com o United States Census Bureau tem uma área de
0,4 km², dos quais 0,4 km² cobertos por terra e 0,0 km² cobertos por água.

## Localidades na vizinhança
O diagrama seguinte representa as localidades num raio de 20 km ao redor de Laurel Mountain.